# Senseless
Senseless är Abhinandas debutalbum, utgivet av Desperate Fight Records 1994. I Belgien utgavs skivan av Genet Records.

## Låtlista[1]
1. "Senseless" - 2:33
2. "Inner Qualities" - 3:08
3. "Needle" - 1:52
4. "Fallen" - 2:36
5. "Competition in Hatred" - 2:09
6. "Love Story?" - 2:28
7. "Drift Apart" - 1:48
8. "Dragon" - 3:46
9. "My Source" - 1:57
10. "Serenade" - 2:01

## Personal[1]
- Adam - gitarr
- Jonas - trummor
- José - sång
- Kris Stone - gitarr
- Lurve - bakgrundssång
- Mattias Abris - bas
- Sammy - sång
- Sara - bakgrundssång